# Ratusz w Anklam

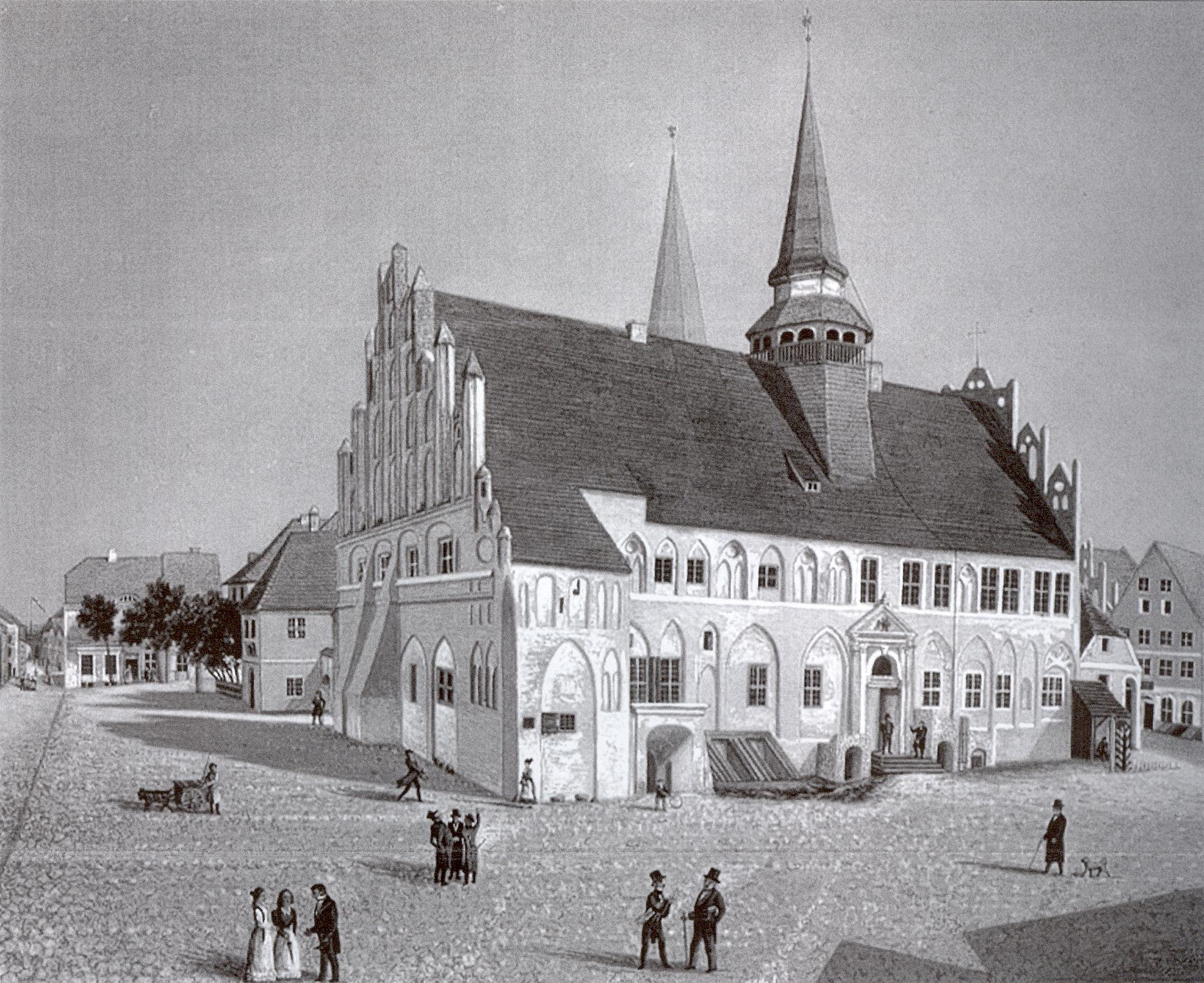
Widok ratusza na stalorycie z ok. 1840

Ratusz w Anklam – budynek istniejący od XIII w. do 1842 na rynku w Anklam, będący dawniej siedzibą tamtejszych władz miejskich, znajdujący się pośrodku rynku.
Po pożarze z 1367 odbudowany, wzmiankowany w 1401. W 1447 budynek otrzymał z fundacji cechu handlarzy suknem nowy jastrych.
Budynek odbudowany po pożarze z 1525 w stylu późnogotyckim zachował części pochodzące z wcześniejszych czasów. Miał szczyt schodkowy bogato zdobiony (podobnie jak inne domy mieszczańskie w mieście) i krawędzią szczytową zakończoną przez wimpergi wieńczone sterczynami (wolne filary). Pod względem architektonicznym przyrównywany do ratusza w Grimmen. Strzelista wieża ratuszowa odbudowana w 1549 z dzwonem (przetopionym jeszcze w XIX w., a być może powiązanym z mechanizmem zegarowym umieszczonym na wschodnim szczycie budynku) o imieniu „Nachtigall”, wykonanym w 1550 przez Hansa Lawenprisa z inskrypcją: HERTICH BERNIM • VND • PHILIPS • FVRSTEN • SO • GENANT — REGERDEN • THO • DISSER • TIDT • MITH • WISHEIT • PAMERLANDT — ANNO MDL • HER • MARTEN • BRVN • ANDREAS • SCOMAKER • ANTONIVS MARTENS • WEREN — BORGERMEISTER • TO • ANCLAM • TO • DISSER • TIDT • MIT • EHREN — KEMRER CASTEN • BVNSOW • VND • HANS • SINNIGE • DIS • ALLE — HEBBEN • (MI •) NICHT • VNBILLIGK • GENOMET • NACTEGAL — WENT • ICK • SING • DAC • VND • NACT — EIN • IDR • HEFFT • MIN • SANGES • ACHT, oraz na płaszczu: HELP • GODT • ALTIDT • HANS • LAVENPRIS. W ciągu następnego stulecia stan wieży na tyle się pogorszył, że w 1628 została zlecona przez radę inspekcja wieży. Portal ratusza młodszy, według projektu XVII- lub XVIII-wiecznego. Z tego samego okresu na ścianie zewnętrznej budynku powieszony herb Anklam, wykonany w piaskowcu, głębokoreliefowy, podłużny w poziomie, mający wymiary 47 × 71 cm, w wersji przedstawiającej na szaroniebieskim tle półwspiętego gryfa o czerwonym języku, patrzącego w prawo i trzymającego w szponach niemal pionowo promień (u schyłku XIX w. w zbiorach tamtejszego bankiera Röslera).
Budynek ratusza został wyburzony w latach 1841-1842 na żądanie króla Prus Fryderyka Wilhelma IV.